# Storefront for Art and Architecture
La “Storefront for Art and Architecture” es una organización sin ánimo de lucro fundada en 1982 dedicada a a la promoción de posiciones artísticas novedosas. Su galería está entre las más comprometidas con la promoción del trabajo de jóvenes arquitectos en el ámbito de Nueva York.
En 1992 Steven Holl y el artista Vito Acconci realizan su segundo trabajo en común, la reforma de la galería de dicha institución, situada en la esquina de un bloque que sirve de intersección entre tres barrios: Chinatown, Little Italy y SOHO, tres barrios a la vez que tres sectores culturales radicalmente distintos.
La galería es una estrecha y alargada franja triangular, con una anchura que varía entre uno y seis metros y donde el elemento más distintivo es la fachada, de casi 30 metros de longitud.
En dicha fachada Holl y Aconci insertan una serie de paneles pivotantes dispuestos como un puzle. Está realizada en un material híbrido entre hormigón y fibras recicladas. Cuando los paneles se abren la fachada se disuelve y la galería se une a la acera, a la ciudad.

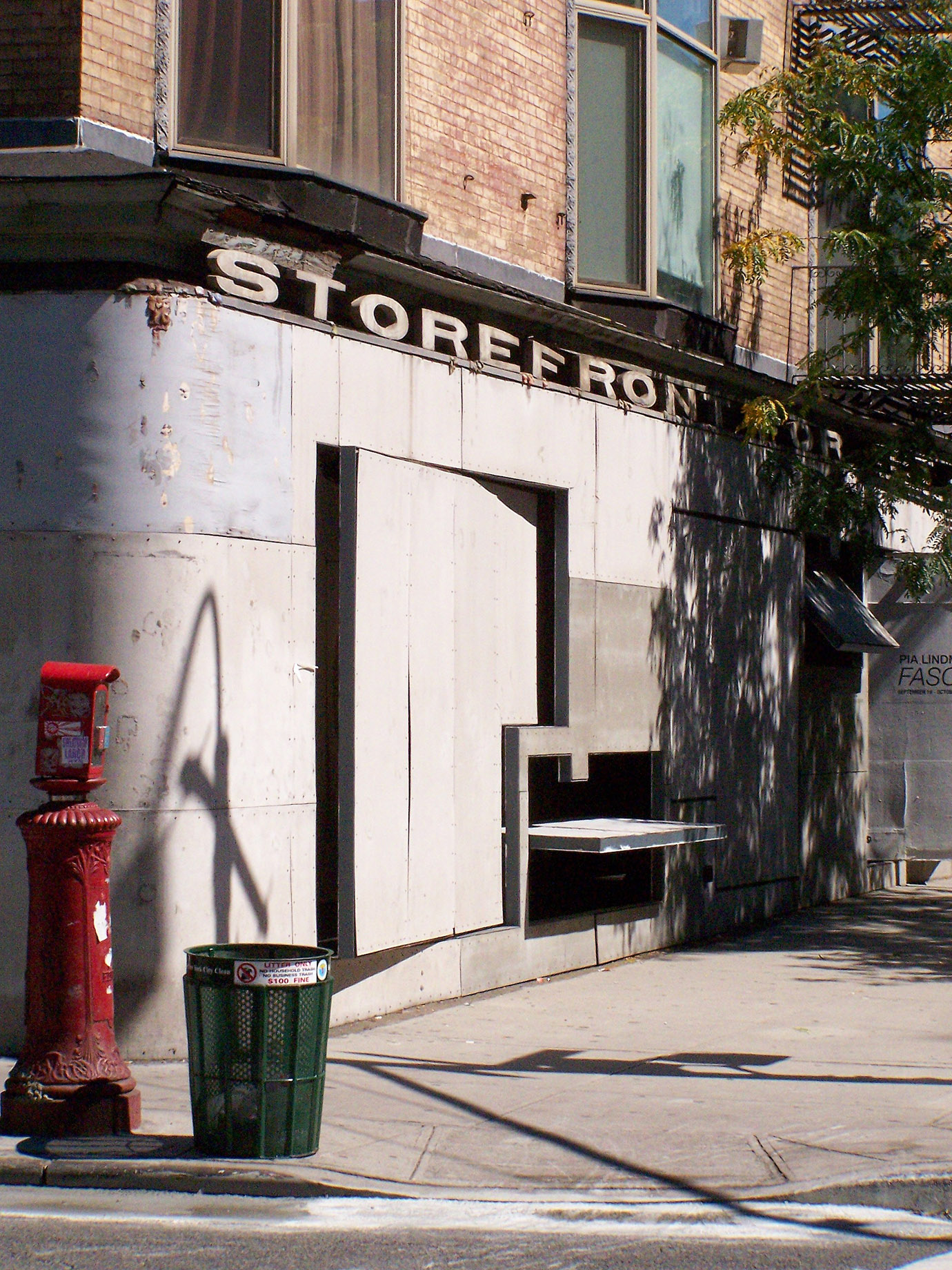
Vista desde la esquina
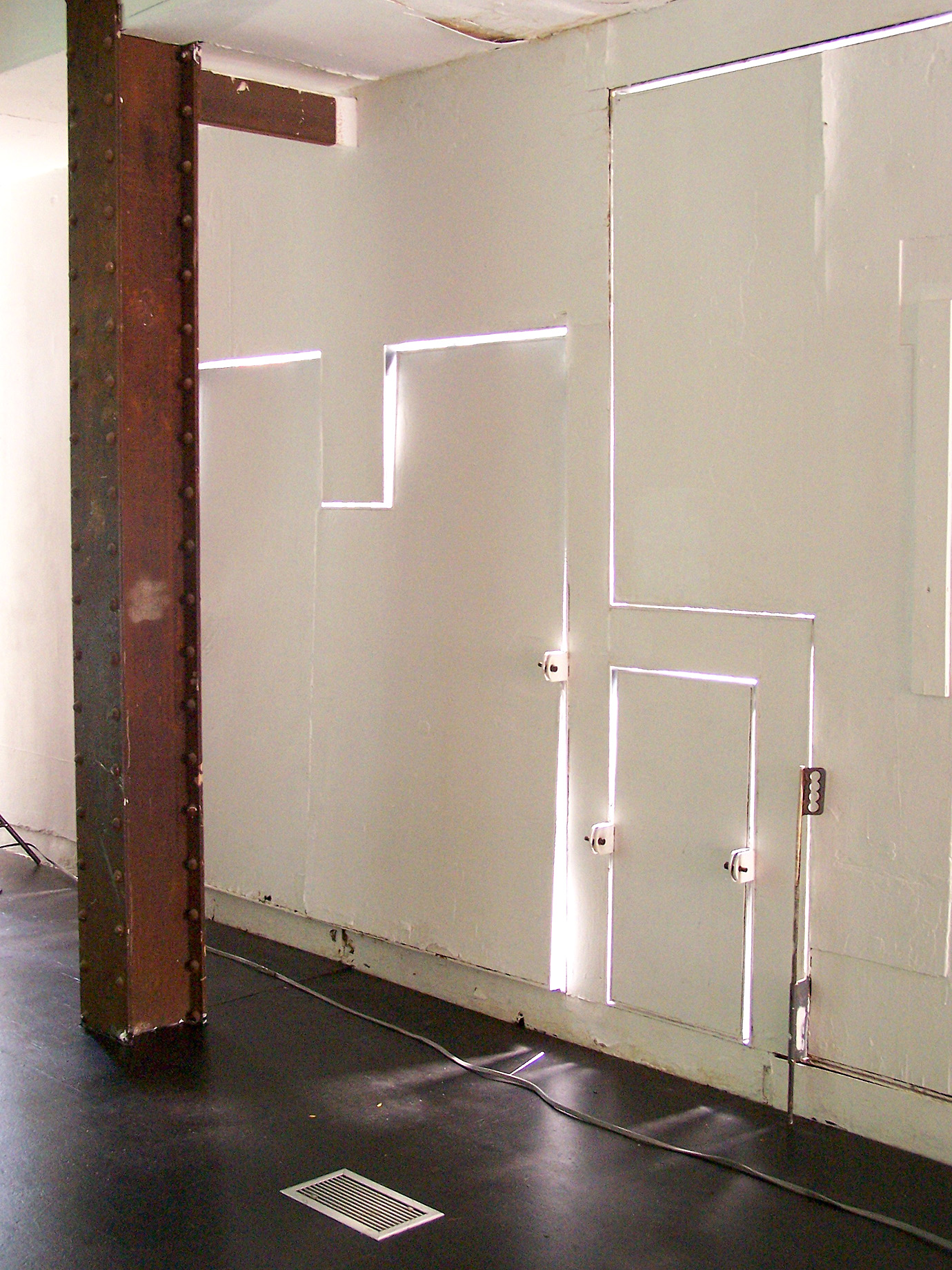
Paneles pivotantes
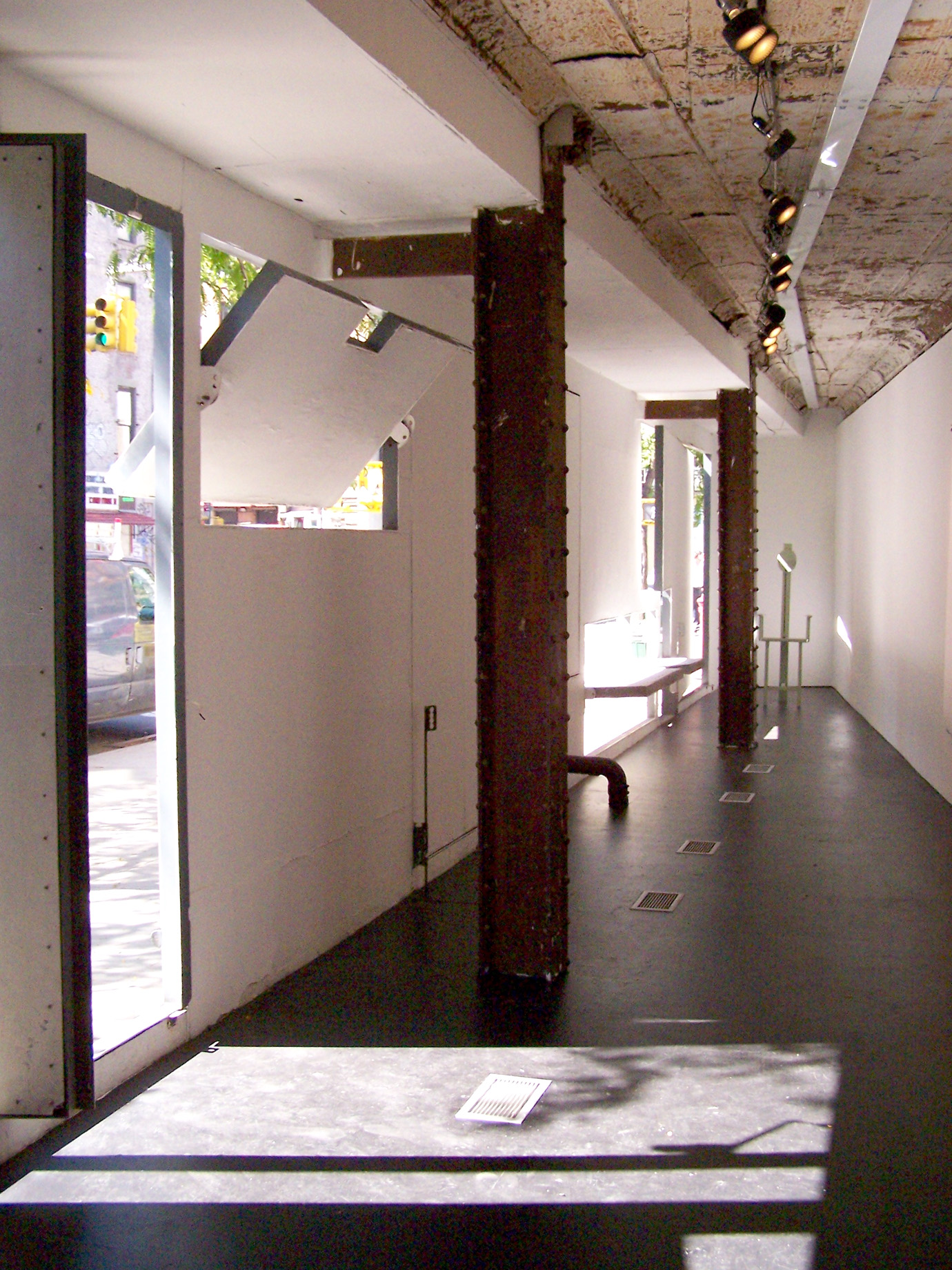
Interior